# Spinozodium
Genre
Spinozodium est un genre d'araignées aranéomorphes de la famille des Zodariidae.

## Distribution
Les espèces de ce genre sont endémiques du Tadjikistan.

## Liste des espèces
Selon World Spider Catalog (version 23.5, 16/09/2022) :
- Spinozodium denisi (Spassky, 1938)
- Spinozodium khatlonicum Zamani & Marusik, 2022

## Systématique et taxinomie
Ce genre a été décrit par Zamani et Marusik en 2022 dans les Zodariidae.

## Publication originale
- Zamani & Marusik, 2022 : « A new genus of Zodariidae (Arachnida: Araneae) from Tajikistan. » Journal of Natural History, vol. 56, no 25/28, p. 1187-1198.